# Saurauia ferox
Saurauia ferox är en tvåhjärtbladig växtart som beskrevs av Pieter Willem Korthals. Saurauia ferox ingår i släktet Saurauia och familjen Actinidiaceae. Inga underarter finns listade i Catalogue of Life.